# Bark (album)
1971 szeptemberében jelent meg a Jefferson Airplane nyolcadik albuma, a Bark. Ez volt az együttes első albuma, amit Marty Balin és Spencer Dryden távozása után vettek fel. Dryden helyét Joey Covington vette át, Papa John Creach pedig hegedűsként csatlakozott az együtteshez. Az 1969-es Volunteers után ez volt az Airplane első, új dalokat tartalmazó albuma, amit az együttes által alapított Grunt Records adott ki. Az album a listákon a 11. helyet érte el.
Jorma Kaukonen dalszerzői szerepének növekedését jelzi, hogy az albumon négy dala szerepel. A Bark megjelenése idején Jack Casadyvel alapított együttese, a Hot Tuna már két albumot jelentetett meg.
Az eredeti bakelitlemezes kiadás egy barna papírzacskóban jelent meg, amire a JA logó volt felírva, mintha egy bevásárlózacskó lett volna. A logó megjelenése hasonló az A&P szupermarketlánc logójához. A zacskóban volt egy keményebb papírból készült tasak, amiben a lemez volt; ezen a tasakon egy emberi fogsorral rendelkező hal volt látható, papírba csomagolva és egy zsinórral átkötve. A zacskóban volt még egy rózsaszín lap a dalszövegekkel, ami a hentesek csomagolópapírjára emlékeztetett. A CD-kiadások borítója a külső zacskó lett, a hal pedig a CD-lemezen látható.

## Az album dalai

### Első oldal
1. When the Earth Moves Again (Paul Kantner) – 3:54
2. Feel So Good (Jorma Kaukonen) – 4:36
3. Crazy Miranda (Grace Slick) – 3:23
4. Pretty as You Feel (Joey Covington/Jack Casady/Jorma Kaukonen) – 4:29
5. Wild Turkey (Jorma Kaukonen) – 4:45

### Második oldal
1. Law Man (Grace Slick) – 2:42
2. Rock and Roll Island (Paul Kantner) – 3:44
3. Third Week in the Chelsea (Jorma Kaukonen) – 4:34
4. Never Argue with a German If You’re Tired, or European Song (Grace Slick) – 4:31
5. Thunk (Joey Covington) – 2:58
6. War Movie (Paul Kantner) – 4:41

## Közreműködők
- Grace Slick – ének, zongora
- Paul Kantner – ritmusgitár, ének
- Jorma Kaukonen – szólógitár, ének
- Jack Casady – basszusgitár
- Joey Covington – dob, ütőhangszerek, ének
- Papa John Creach – hegedű (1, 4, 5)
- Bill Laudner – ének (11)
- Will Scarlett – szájharmonika (8)

Produkció:
- Allen Zentz – hangmérnök
- Masterful Maurice (Pat Ieraci) – hangmérnök
- Acy Lehman – borító design
- Grace Slick – portrék
- Bill Thompson – Grace képe
- Gary Blackman – művészeti vezető, vers a borítón
- Jefferson Airplane – producer